# 1830년 미국 상원의원 선거
1830년 미국 상원의원 선거는 1830년 각 주에서 2명씩 상원의원을 선출했다

## 선거 결과
| 정당       | 의석 수 |
| ---------- | ------- |
| 민주당     | 24석    |
| 국민공화당 | 22석    |
| 연방무효당 | 2석     |